# Усвјатски рејон
Усвјатски рејон (рус. Усвятский район) административно-територијална је јединица другог нивоа и општински рејон смештен на крајњем југу Псковске области, односно на западу европског дела Руске Федерације.
Административни центар рејона је варошица Усвјати. Према проценама националне статистичке службе Русије за 2016. на територији рејона је живело свега 5.050 становника, или у просеку око 4,6 ст/км².

## Географија
Усвјатски рејон смештен је на крајњем југу Псковске области. Обухвата територију површине 1.106 км², и по том параметру налази се на претпоследњем 23. месту међу 24 рејона у области. Граничи се са територијама Невељског рејона на северозападу, Великолушки је на северу, а Куњски рејон на истоку. На југоистоку је територија Смоленске области, односно њен Велишки рејон, док су на југу и западу Витепски и Гарадочки рејон Витепске области Белорусије.
У хидролшком погледу рејонска територија је подељена на два дела. Северни и западни део налази се у сливу реке Ловат, односно у басену реке Неве, док се југоисточни и централни делови рејона налазе у басену Западне Двине. Река Ловат протиче преко западних делова рејона у смеру југ-север, а њена најважнија притока на подручју Усвјатског рејона је Куња (са десне стране). Најважнија притока Западне Двине на овом подручју је река Усвјача која тече у смеру југа, те река Овсјанка која се улива у Усвјачу на крајњем југу рејона, недалеко од границе са Белорусијом.
Међу бројним језерима величином се издвајају Усвјатско (површине 6,99 км²) и Узмењ (4,47 км²).

## Историја
Усвјатски рејон успостављен је 1. августа 1927. године као административна јединица тадашње Лењинградске области. Године 1929. укључен је у састав Западне области са седиштем у Смоленску, да би потом 1937. постао делом Смоленске области, а 1944. и Великолушке области. Након распуштања Великолушке области 1959. улази у састав Псковске области у чијим границама се и данас налази. Привремено је укинут 1959. године, а његова територија присаједињена суседном Невељском рејону. Поново је успостављен 30. децембра 1966. године.

## Демографија и административна подела
Према подацима са пописа становништва из 2010. на територији рејона је живело укупно 5.598 становника, док је према процени из 2016. ту живело 5.050 становника, или у просеку тек око 4,6 ст/км². По броју становника Усвјатски рејон се налази на последњем 24. месту у области и најређе је насељен рејон у целој области са изразитим депопулационим трендом. У административном центру рејона варошици Усвјати живи нешто више од половине од укупне рејонске популације.
| 1959.  | 1970.  | 1979. | 1989. | 2002. | 2010. | 2016.  |
| ------ | ------ | ----- | ----- | ----- | ----- | ------ |
| 12.649 | 10.274 | 8.334 | 8.015 | 6.360 | 5.598 | 5.050* |

Напомена:* Према процени националне статистичке службе. 
Према подацима са пописа из 2010. на подручју рејона регистровао је укупно 105 села (од којих је њих 23 било без становника, а у 23 села живело је мање од 5 становника). Рејон је административно подељен на 3 нижестепене општине, 2 сеоске и једну урбану. Једино градско насеље на подручју рејона је варошица Усвјати.

## Саобраћај
Једини значајнији друмски правац који прлази преко територије Усвјатског рејона је локални друм Невељ−Усвјати−Велиж−Смоленск.